# 성시중 효행록 목판
성시중 효행록 목판(成侍中 孝行錄 木板)은 대한민국 경상남도 창녕군에 있는 조선시대의 책판이다.
1990년 1월 16일 경상남도의 유형문화재 제266-4호 성시중효행록책판으로 지정되었다가, 2018년 12월 20일 현재의 명칭으로 변경되었다.

## 개요
시종공이 부친의 시신을 지고 먼 길을 온 일화등 그의 효행들을 싣고있고, 그 밖에 서원에 배향된 18현의 행적등이 기록되어 있다.

## 참고 문헌
- 성시중 효행록 목판 - 국가유산청 국가유산포털